# Милен Христов
Милен Христов Христов е български футболист, офанзивен полузащитник.

## Биография
Роден е на 20 март 1977 г. в Сопот. Висок е 183 см и тежи 71 кг.
Играл е за Металик (1995 – 1998), Нефтохимик (1998 – 2000, 2001/02), Слънчев бряг (2000/01), Спартак (Варна) (2002 – 2005) и Черноморец 919 (2005/06). В А група има 55 мача и 3 гола. Финалист за купата на страната през 2000 г. с Нефтохимик (този финал е достатъчен на „шейховете“ за да участват в турнира за купата на УЕФА). Има 3 мача за младежкия национален отбор.

## Статистика по сезони
- Металик – 1995/96 – В група, 6 мача/1 гол
- Металик – 1996/97 – В група, 17/5
- Металик – 1997/98 – В група, 26/9
- Нефтохимик – 1998/99 – А група, 1/1
- Нефтохимик – 1999/00 – А група, 5/0
- Слънчев бряг – 2000/01 – Б група, 30/5
- Нефтохимик – 2001/02 – А група, 22/2
- Спартак (Вн) – 2002/ес. - А група, 8/0
- Спартак (Вн) – 2003/04 – А група, 4/0
- Спартак (Вн) – 2004/05 – А група, 15/0
- Черноморец 919 – 2005/06 – В група, 30/24
- Черноморец (Бургас) – 2006/07 – Източна Б група, 20/6
- Калиакра – 2007/ес. - Източна Б група, 10/2
- Хасково – 2008/ес. - Източна Б група, 11/1
- Светкавица – 2008/09 – Източна Б група, 26/7
- Светкавица – 2009/ес. - Източна Б група, 14/4
- Нефтохимик – 2010/пр. - В група, 16/5
- Нефтохимик – 2010/11 – В група, 31/18
- Нефтохимик – 2011/12 – Източна Б група, 21/3